# Olympische Sommerspiele 1952/Leichtathletik – 400 m Hürden (Männer)

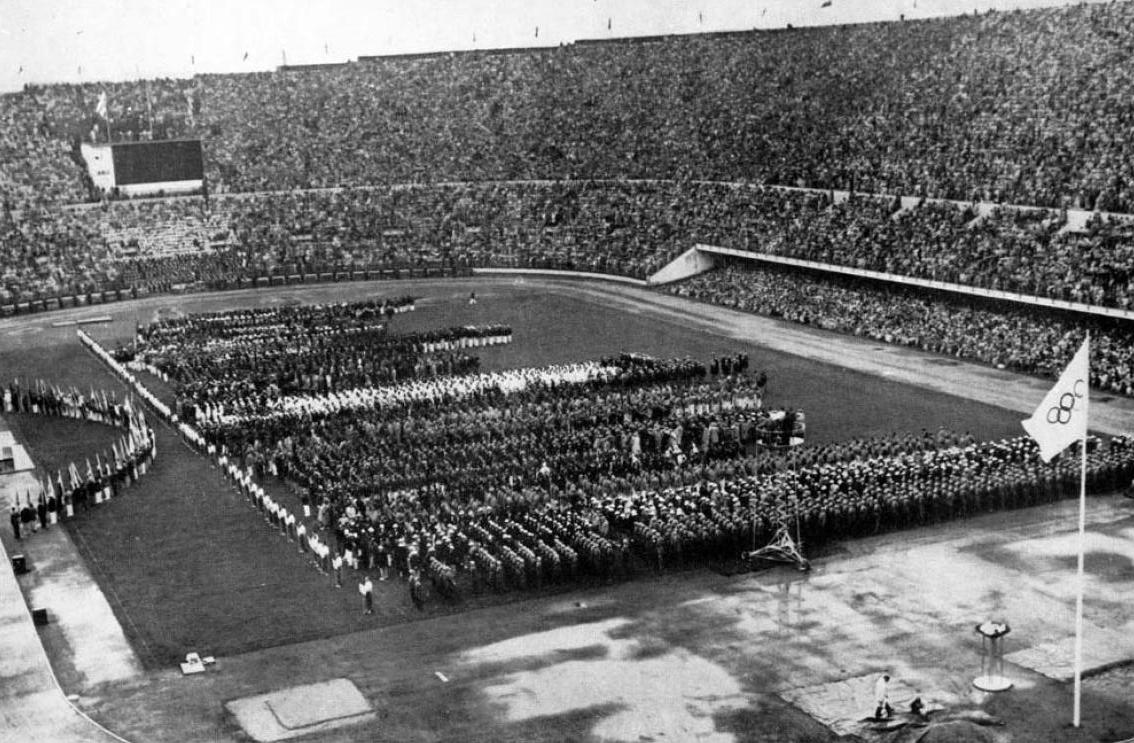
Eröffnungsfeier bei den Olympischen Spielen in Helsinki

Der 400-Meter-Hürdenlauf der Männer bei den Olympischen Spielen 1952 in Helsinki wurde am 20. und 21. Juli 1952 im Olympiastadion in Helsinki ausgetragen. Vierzig Athleten nahmen teil.
Olympiasieger wurde der US-Amerikaner Charles Moore. Er gewann vor Juri Litujew aus der Sowjetunion und dem Neuseeländer John Holland.

## Rekorde

### Bestehende Rekorde
| Weltrekord         | 50,6 s | Glenn Hardin ( USA) | Stockholm, Schweden              | 26. Juli 1934 |
| Olympischer Rekord | 51,1 s | Roy Cochran ( USA)  | Finale OS London, Großbritannien | 31. Juli 1948 |

### Rekordverbesserung / -egalisierung
Der bestehende olympische Rekord wurde zunächst um drei Zehntelsekunden verbessert und dann noch einmal egalisiert:
- 50,8 s – Charles Moore (USA), erstes Viertelfinale am 20. Juli
- 50,8 s (egalisiert) – Charles Moore (USA), Finale am 21. Juli

Zu Glenn Hardins Weltrekord aus dem Jahr 1934 fehlten Charles Moore zwei Zehntelsekunden.

## Durchführung des Wettbewerbs
Die Läufer traten am 20. Juli zu acht Vorläufen an. Die jeweils drei besten Athleten – hellblau unterlegt – qualifizierten sich für das Viertelfinale am selben Tag. Hieraus erreichten ebenfalls die jeweils drei Erstplatzierten – wiederum hellblau unterlegt – das Halbfinale am 21. Juli. Auch in den beiden Vorentscheidungen qualifizierten sich die ersten drei Wettbewerber – hellblau unterlegt – für das Finale am selben Tag.

## Zeitplan
- 20. Juli, 16.10 Uhr: Vorläufe
- 20. Juli, 19.25 Uhr: Viertelfinale
- 21. Juli, 15.00 Uhr: Halbfinale
- 21. Juli, 17.40 Uhr: Finale[2]:

## Vorläufe
Datum: 20. Juli 1952, ab 16:10 Uhr

### Vorlauf 1
| Platz | Name             | Nation     | Offizielle Zeit handgestoppt | Inoffizielle Zeit elektronisch |
| ----- | ---------------- | ---------- | ---------------------------- | ------------------------------ |
| 1     | Charles Moore    | USA        | 51,8 s                       | 51,92 s                        |
| 2     | Lars Ylander     | Schweden   | 53,7 s                       | 53,90 s                        |
| 3     | Eitaro Okano     | Japan      | 54,2 s                       | 54,42 s                        |
| 4     | Rudolf Haidegger | Österreich | 54,8 s                       | 54,87 s                        |
| 5     | Johny Fonck      | Luxemburg  | 57,8 s                       | 57,93 s                        |
| DNS   | Zvonko Sabolović | Spanien    |                              |                                |

### Vorlauf 2
| Platz | Name              | Nation      | Offizielle Zeit handgestoppt | Inoffizielle Zeit elektronisch |
| ----- | ----------------- | ----------- | ---------------------------- | ------------------------------ |
| 1     | Timofei Lunew     | Sowjetunion | 54,3 s                       | k. A.                          |
| 2     | Lee Yoder         | USA         | 55,2 s                       | k. A.                          |
| 3     | Ken Doubleday     | Australien  | 55,4 s                       | k. A.                          |
| 4     | Muhammad Shafi    | Pakistan    | 56,1 s                       | k. A.                          |
| 5     | Ingi Þorsteinsson | Island      | 56,5 s                       | k. A.                          |
| DNS   | Zvonko Sabolović  | Jugoslawien |                              |                                |

### Vorlauf 3
| Platz | Name            | Nation       | Offizielle Zeit handgestoppt | Inoffizielle Zeit elektronisch |
| ----- | --------------- | ------------ | ---------------------------- | ------------------------------ |
| 1     | Anatoli Julin   | Sowjetunion  | 53,6 s                       | k. A.                          |
| 2     | Fotis Kosmas    | Griechenland | 53,9 s                       | k. A.                          |
| 3     | Roland Blackman | USA          | 54,8 s                       | k. A.                          |
| 4     | Ragnar Graeffe  | Finnland     | 55,0 s                       | k. A.                          |
| 5     | Jörn Gevert     | Chile        | 56,1 s                       | k. A.                          |
| 6     | Emin Doybak     | Türkei       | 56,6 s                       | k. A.                          |

### Vorlauf 4
| Platz | Name            | Nation      | Offizielle Zeit handgestoppt | Inoffizielle Zeit elektronisch |
| ----- | --------------- | ----------- | ---------------------------- | ------------------------------ |
| 1     | Juri Litujew    | Sowjetunion | 53,5 s                       | 53,56 s                        |
| 2     | Rainer Pelkonen | Finnland    | 54,2 s                       | 54,32 s                        |
| 3     | Robert Bart     | Frankreich  | 54,5 s                       | 54,64 s                        |
| 4     | Pedro Yoma      | Chile       | 56,9 s                       | 57,03 s                        |
| 5     | Paulino Ferrer  | Venezuela   | 1:02,1 min                   | k. A.                          |
| DNS   | Samuel Anderson | Kuba        |                              |                                |

### Vorlauf 5
| Platz | Name         | Nation                | Offizielle Zeit handgestoppt | Inoffizielle Zeit elektronisch |
| ----- | ------------ | --------------------- | ---------------------------- | ------------------------------ |
| 1     | Ron Wilkie   | Südafrikanische Union | 54,5 s                       | k. A.                          |
| 2     | Arvo Hilli   | Finnland              | 54,6 s                       | k. A.                          |
| 3     | Rune Larsson | Schweden              | 55,9 s                       | k. A.                          |
| 4     | Mirza Khan   | Pakistan              | 56,3 s                       | k. A.                          |

### Vorlauf 6
| Platz | Name               | Nation         | Offizielle Zeit handgestoppt | Inoffizielle Zeit elektronisch |
| ----- | ------------------ | -------------- | ---------------------------- | ------------------------------ |
| 1     | John Holland       | Neuseeland     | 53,3 s                       | k. A.                          |
| 2     | Sven-Olov Eriksson | Schweden       | 54,3 s                       | k. A.                          |
| 3     | Angus Scott        | Großbritannien | 54,9 s                       | k. A.                          |
| 4     | Kemal Horulu       | Türkei         | 55,2 s                       | k. A.                          |
| 5     | Karl Schmid        | Schweiz        | 57,5 s                       | k. A.                          |

### Vorlauf 7
| Platz | Name               | Nation         | Offizielle Zeit handgestoppt | Inoffizielle Zeit elektronisch |
| ----- | ------------------ | -------------- | ---------------------------- | ------------------------------ |
| 1     | David Gracie       | Großbritannien | 54,2 s                       | k. A.                          |
| 2     | Wilson Carneiro    | Brasilien      | 56,0 s                       | k. A.                          |
| 3     | Hans Schwarz       | Schweiz        | 54,9 s                       | k. A.                          |
| 4     | Fernando Fernandes | Portugal       | 56,8 s                       | k. A.                          |
| 5     | Doğan Acarbay      | Türkei         | 1:02,8 min                   | k. A.                          |

### Vorlauf 8
| Platz | Name            | Nation         | Offizielle Zeit handgestoppt | Inoffizielle Zeit elektronisch |
| ----- | --------------- | -------------- | ---------------------------- | ------------------------------ |
| 1     | Armando Filiput | Italien        | 53,8 s                       | k. A.                          |
| 2     | Harry Whittle   | Großbritannien | 53,9 s                       | k. A.                          |
| 3     | Antal Lippay    | Ungarn         | 54,0 s                       | k. A.                          |
| 4     | Amadeo Francis  | Puerto Rico    | 54,0 s                       | k. A.                          |
| 5     | Jean Thureau    | Frankreich     | 56,7 s                       | k. A.                          |

## Viertelfinale
Datum: 20. Juli 1952, ab 19:25 Uhr

### Lauf 1

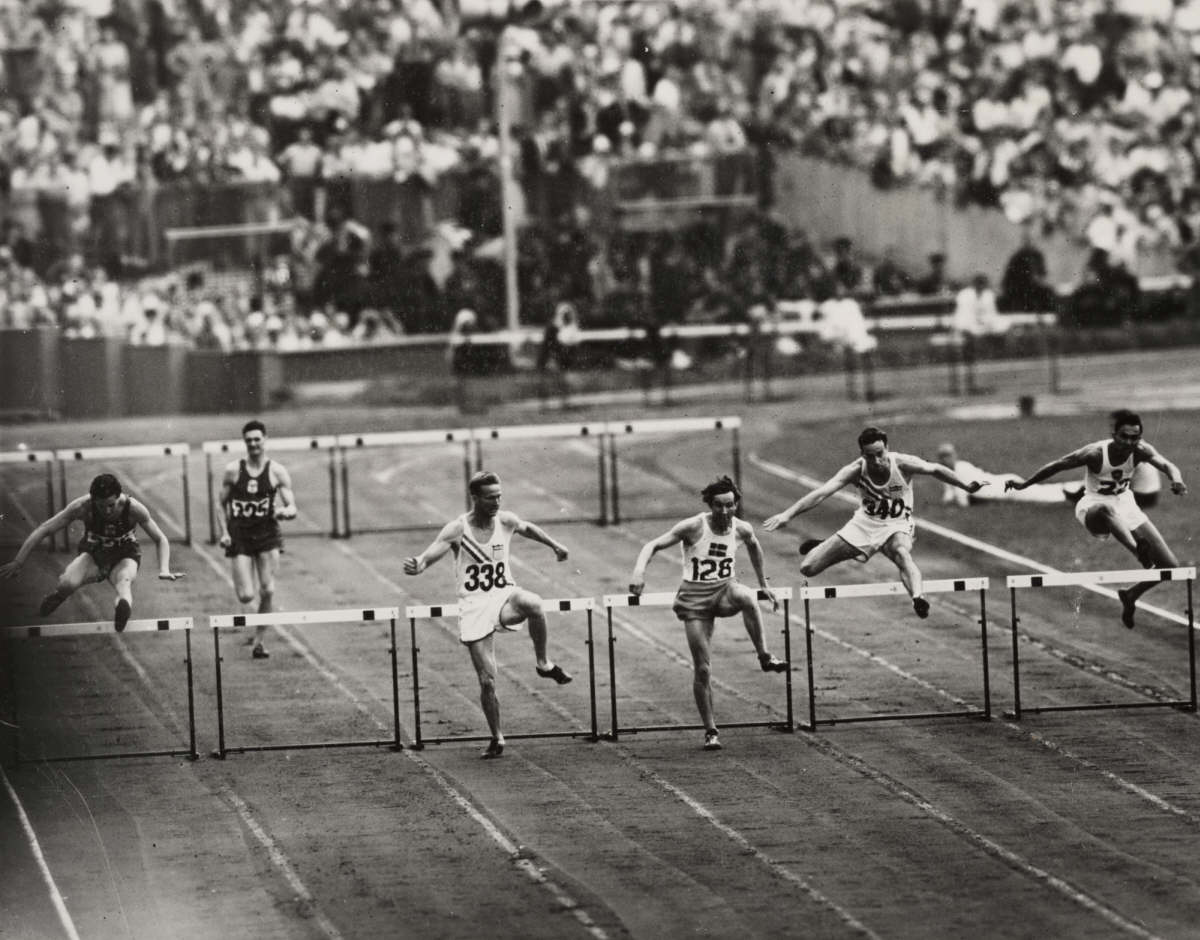
Rune Larsson (hier mit Nr. 128 als Sieger seines Halbfinallaufs bei Olympia 1948) schied als Sechster des ersten Halbfinals aus

| Platz | Name               | Nation      | Offizielle Zeit handgestoppt | Inoffizielle Zeit elektronisch |
| ----- | ------------------ | ----------- | ---------------------------- | ------------------------------ |
| 1     | Charles Moore      | USA         | 50,8 s OR                    | 50,98 s                        |
| 2     | Anatoli Julin      | Sowjetunion | 52,4 s000                    | 52,64 s                        |
| 3     | Armando Filiput    | Italien     | 53,0 s000                    | 53,00 s                        |
| 4     | Robert Bart        | Frankreich  | 53,0 s000                    | 53,33 s                        |
| 5     | Sven-Olov Eriksson | Schweden    | 53,8 s000                    | 53,96 s                        |
| 6     | Hans Schwarz       | Schweiz     | 54,0 s000                    | 54,09 s                        |

### Lauf 2
| Platz | Name            | Nation         | Offizielle Zeit handgestoppt | Inoffizielle Zeit elektronisch |
| ----- | --------------- | -------------- | ---------------------------- | ------------------------------ |
| 1     | John Holland    | Neuseeland     | 52,2 s                       | 52,24 s                        |
| 2     | Lee Yoder       | USA            | 53,3 s                       | 53,40 s                        |
| 3     | David Gracie    | Großbritannien | 53,9 s                       | 53,94 s                        |
| 4     | Arvo Hilli      | Finnland       | 54,0 s                       | 54,28 s                        |
| 5     | Fotis Kosmas    | Griechenland   | 55,3 s                       | 55,50 s                        |
| 6     | Wilson Carneiro | Brasilien      | 59,4 s                       | k. A.                          |

### Lauf 3
| Platz | Name          | Nation                | Offizielle Zeit handgestoppt | Inoffizielle Zeit elektronisch |
| ----- | ------------- | --------------------- | ---------------------------- | ------------------------------ |
| 1     | Juri Litujew  | Sowjetunion           | 52,2 s                       | 52,37 s                        |
| 2     | Antal Lippay  | Ungarn                | 52,7 s                       | 52,93 s                        |
| 3     | Harry Whittle | Großbritannien        | 52,8 s                       | 52,94 s                        |
| 4     | Lars Ylander  | Schweden              | 53,1 s                       | 53,29 s                        |
| 5     | Ron Wilkie    | Südafrikanische Union | 54,5 s                       | 54,76 s                        |
| 6     | Ken Doubleday | Australien            | 1:00,2 min                   | k. A.                          |

### Lauf 4
| Platz | Name            | Nation         | Offizielle Zeit handgestoppt | Inoffizielle Zeit elektronisch |
| ----- | --------------- | -------------- | ---------------------------- | ------------------------------ |
| 1     | Timofei Lunew   | Sowjetunion    | 52,7 s                       | 52,87 s                        |
| 2     | Roland Blackman | USA            | 52,7 s                       | 52,88 s                        |
| 3     | Rune Larsson    | Schweden       | 53,3 s                       | 53,35 s                        |
| 4     | Angus Scott     | Großbritannien | 53,4 s                       | 53,69 s                        |
| 5     | Rainer Pelkonen | Finnland       | 53,9 s                       | 54,06 s                        |
| 6     | Eitaro Okano    | Japan          | 54,4 s                       | 54,42 s                        |

## Halbfinale
Datum: 21. Juli 1952, ab 15.00 Uhr

### Lauf 1
| Platz | Name            | Nation         | Offizielle Zeit handgestoppt | Inoffizielle Zeit elektronisch |
| ----- | --------------- | -------------- | ---------------------------- | ------------------------------ |
| 1     | Juri Litujew    | Sowjetunion    | 51,8 s                       | 51,90 s                        |
| 2     | John Holland    | Neuseeland     | 52,0 s                       | 52,22 s                        |
| 3     | Anatoli Julin   | Sowjetunion    | 52,1 s                       | 52,28 s                        |
| 4     | David Gracie    | Großbritannien | 52,4 s                       | 52,65 s                        |
| 5     | Roland Blackman | USA            | 52,7 s                       | 52,86 s                        |
| 6     | Rune Larsson    | Schweden       | 53,9 s                       | 54,06 s                        |

### Lauf 2
| Platz | Name            | Nation         | Offizielle Zeit handgestoppt | Inoffizielle Zeit elektronisch |
| ----- | --------------- | -------------- | ---------------------------- | ------------------------------ |
| 1     | Charles Moore   | USA            | 52,0 s                       | 52,08 s                        |
| 2     | Harry Whittle   | Großbritannien | 52,9 s                       | 52,98 s\|                      |
| 3     | Armando Filiput | Italien        | 53,0 s                       | 52,98 s                        |
| 4     | Lee Yoder       | USA            | 53,0 s                       | 53,08 s                        |
| 5     | Antal Lippay    | Ungarn         | 53,0 s                       | 53,10 s                        |
| 6     | Timofei Lunew   | Sowjetunion    | 53,1 s                       | 53,30 s                        |

## Finale
Datum: 21. Juli 1952, 17:40 Uhr
| Platz | Name            | Nation         | Offizielle Zeit handgestoppt | Inoffizielle Zeit elektronisch |
| ----- | --------------- | -------------- | ---------------------------- | ------------------------------ |
| 1     | Charles Moore   | USA            | 50,8 s ORe                   | 51,06 s                        |
| 2     | Juri Litujew    | Sowjetunion    | 51,3 s0o00                   | 51,51 s                        |
| 3     | John Holland    | Neuseeland     | 52,2 s00o0                   | 52,26 s                        |
| 4     | Anatoli Julin   | Sowjetunion    | 52,8 s00o0                   | 52,81 s                        |
| 5     | Harry Whittle   | Großbritannien | 53,1 s00o0                   | 53,36 s                        |
| 6     | Armando Filiput | Italien        | 54,4 s00o0                   | 54,49 s                        |

Im Finale traf Charles Moore, US-Meister und mit 50,7 s in den US-Ausscheidungen der zweite Athlet nach seinem Landsmann Glenn Hardin, der unter 51 Sekunden gelaufen war, auf den sowjetischen Europameister Juri Litujew. Favorisiert war der US-Amerikaner, der im Viertelfinale schon olympischen Rekord gelaufen war. Moore überquerte die ersten vier Hürden als erster Läufer überhaupt im 13-er-Rhythmus.
Das Feld blieb bis zur vierten Hürde ziemlich geschlossen, dann wechselte Moore in den 15-er-Rhythmus und war nun der Schnellste. Er erarbeitete sich einen Vorsprung, der mehr und mehr anwuchs. Aber Litujew kam noch einmal auf und verkleinerte den Rückstand. Moore hatte jedoch genügend Reserven und wurde Olympiasieger. Dabei egalisierte er seinen olympischen Rekord noch einmal – eine Zeit, die nur zwei Zehntelsekunden über dem Weltrekord lag. Litujew wurde mit der Silbermedaille und einem neuen Europarekord belohnt.
Charles Moore gewann im elften olympischen Finale die neunte Goldmedaille für die USA.

John Holland errang die erste neuseeländische, Juri Litujew die erste sowjetische Medaille in dieser Disziplin.

## Video
- HELSINKI 1952, CHARLES MOORE, 400m hurdles Amateur Footage, youtube.com, abgerufen am 2. August 2021